# Стюнкель, Борис Эрнестович
Борис Эрнестович Стюнкель (1882, Ревель — 1937, Сталино) — русский и советский инженер-энергетик, один из разработчиков плана ГОЭЛРО. Профессор, преподавал в Московской горной академии.

## Биография
Родился в г. Ревель в 1882 году в семье финского консула Эрнеста Ивановича Стюнкеля, мать была русской. Происходил из немецкого купеческого рода: дед, Иоганн Генрих Стюнкель (Johann Heinrich Stünkel), переселился из Ганновера в Выборг. До революции национальность обозначалась как «финн», после принятия советского гражданства стал писаться русским.
В 1907 году окончил Императорское Московское техническое училище, инженер-механик. В том же году прослушал два семестра лекций известных профессоров в Цюрихе и Берлине (Германия). В 1908—1915 гг. служил в технической конторе шведской фирмы «Эриксон», в 1910—1911 гг. проходил практику на шведском заводе Броун-Бовери. В 1915 г. был секретарем Политехнического общества.
Пытался заниматься коммерческой деятельностью. Так, в 1918 г. совместно с инженером Г. И. Лаппа-Старженецким была создана «Заводостроительная контора инженеров братьев Б.и Г. Стюнкель и К», а 16 января 1919 г. было зарегистрировано «Товарищество на вере Б. Быков, С. Кирпичников и Б. Стюнкель для разработки и эксплоатации гидравлического добывания торфа», именуемое сокращенно «Торфоснабжение». Среди акционеров компании был и инженер Р. Э. Классон.
С 1918 по 1922 г. активно работал в ВСНХ, член коллегии «Главтекстиля», 1920—1922 гг. — председатель технического совета и член коллегии «Главметалла» ВСНХ, заместитель заведующего отделом металлопромышленности ВСНХ РСФСР. В 1922—1924 гг. — председатель Богородско-Щелковского хлопчатобумажного треста.
Параллельно — преподаватель кафедры прикладной механики геологоразведочного факультета Московской горной академии.
С 1925 г. до 1928 г. Б. Э. Стюнкель — член комиссии ГОЭЛРО, куда был введен как член Парэлкома (то есть Парового электрического комитета) Главтекстиля. Участвовал в разработке проекта электрификации Центрально-промышленного района. Написал ряд статей по энергетике. Организатор и главный инженер общества «Тепло и сила» и одноименного технического журнала.
С 1927 г. — работал в Донуголь (Харьков) старшим энергетиком, зам. управляющего, начальником ОКС. В 1927—1929 гг. — в Донбассэнерго.
Член Президиума Московского отделения ВАИ. Кандидат в члены ВКП (б). Давний — ещё со студенческих времен — друг П. А. Богданова, в 1921—1925 гг. председателя ВСНХ и члена СНК РСФСР. Б. Э. Стюнкеля знал и В. И. Ленин: в записке Н. П. Горбунову о строительстве паровозов он сделал примечание: «Кажись, у Стюнкеля есть материалы об этом».
По словам дочери, Татьяны Борисовны Стюнкель, «Шахтинское дело» обернулось для её семьи настоящей драмой. Б. Э. Стюнкель не сомневался в виновности подсудимых. Брат, Григорий Эрнестович Стюнкель, безуспешно пытался убедить его, что обвинения лживы, и в 1928 г. в одиночку бежал из России. Б. Э. Стюнкель остался в стране, «так как мысль о заговоре против инженеров казалась ему нелепостью».
Арестован осенью 1930 г. как участник Украинского филиала «Промпартии» и приговорен к расстрелу с заменой на 10 лет исправительно-трудовых лагерей. В лагере работал инженером-электриком. Писал из лагеря жене:
«В общем котле исторических событий такого огромного размаха и значения, как русская революция, ломающая совершенно старые устои человеческого общества, судьба личности такая мелочь, что о ней не приходится много говорить. Нельзя в вихре таких событий хныкать о себе. Я считаю, что я в вихре этих событий, как песчинка, попал в общий смерч и должен быть счастлив, что физически уцелел и могу снова наблюдать жизнь, и, хотя за решеткой, но помогать строительству… А обстановка для работы есть и мы работаем усердно».
Вскоре неожиданно был освобожден. Работал главным инженером Донэнерго.
В августе 1937 г. был вызван в Москву для получения нового назначения. Арестован 19 сентября 1937 г. Выездной сессией Военной коллегии Верховного суда СССР осужден и приговорен к высшей мере наказания — расстрелу. Расстрелян 20 сентября 1937 г., захоронен в Сталино (Донецк).
Реабилитирован 15 декабря 1956 г.

## Избранные труды
- Стюнкель, Борис Эрнестович. Доклад заместителя заведующего отделом металлопромышленности ВСНХ Бориса Эрнестовича Стюнкеля : В Президиум Высшего совета нар. хозяйства : [О концессии шведской фирмы Асеа на производство паровых турбин Юнгстрема]. — Москва : [б. и.], 1921